# Géographie de l'Aude
 (décembre 2012).
Si vous disposez d'ouvrages ou d'articles de référence ou si vous connaissez des sites web de qualité traitant du thème abordé ici, merci de compléter l'article en donnant les références utiles à sa vérifiabilité et en les liant à la section « Notes et références ».

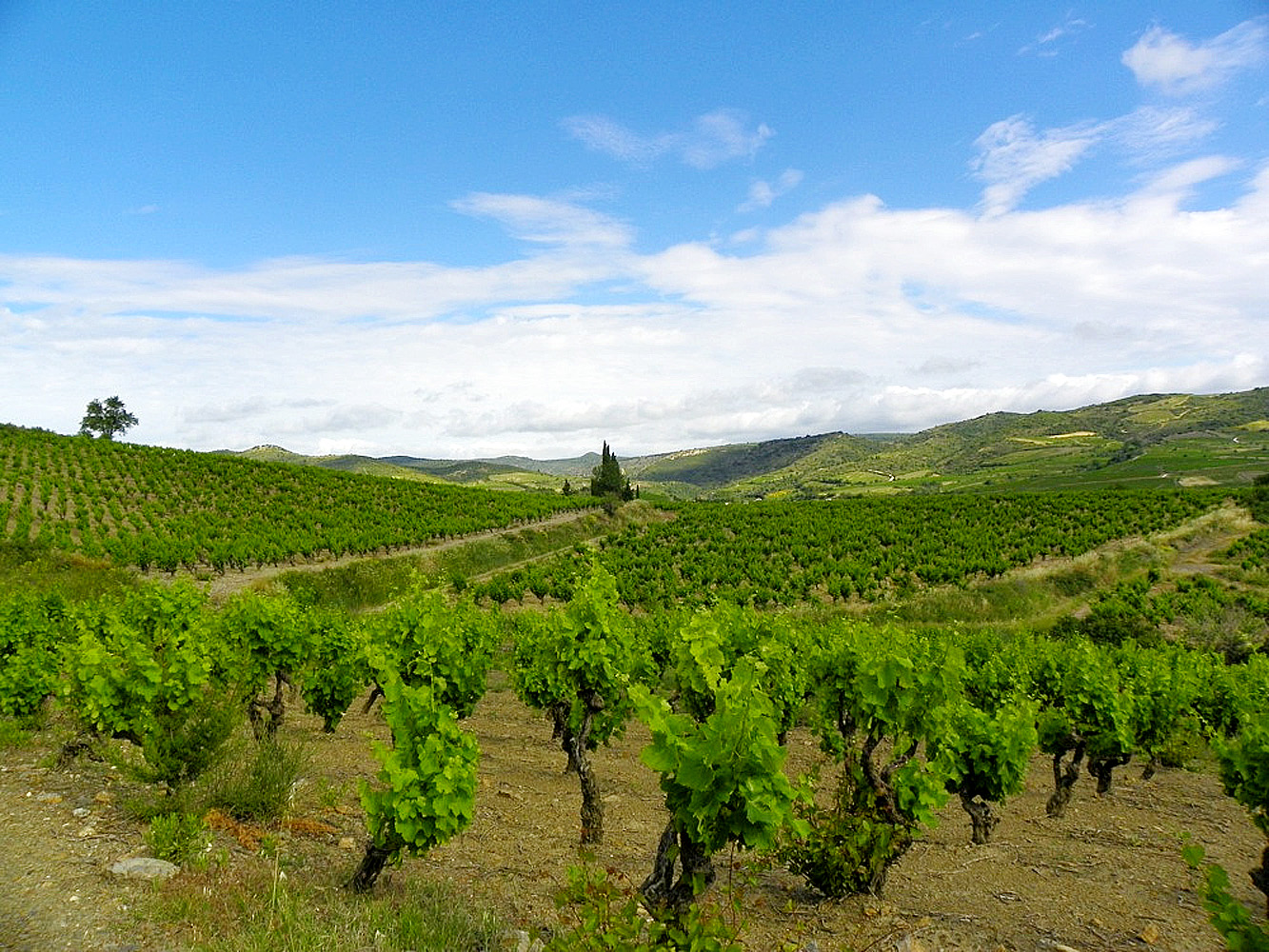
Paysage typique des corbières

L'Aude est un département de la région Languedoc-Roussillon limitrophe des départements de l'Hérault, du Tarn, de la Haute-Garonne, de l'Ariège et des Pyrénées-Orientales.
Il est situé entre les Pyrénées et la montagne Noire et traversé par le fleuve Aude qui lui donne son nom.
Le pic de Madrès (2 469 m) est à proximité du point culminant du département, qui se trouve sur la commune du Bousquet, à 2 447 m.

## Relief
| \| Montagne Noire Malepère Corbières Clape Madrès Fontfroide Golfe du Lion L'Aude Seuil du Lauragais (Naurouze) \| Carte topographique de l'Aude |
| Montagne Noire Malepère Corbières Clape Madrès Fontfroide Golfe du Lion L'Aude Seuil du Lauragais (Naurouze)                                     |

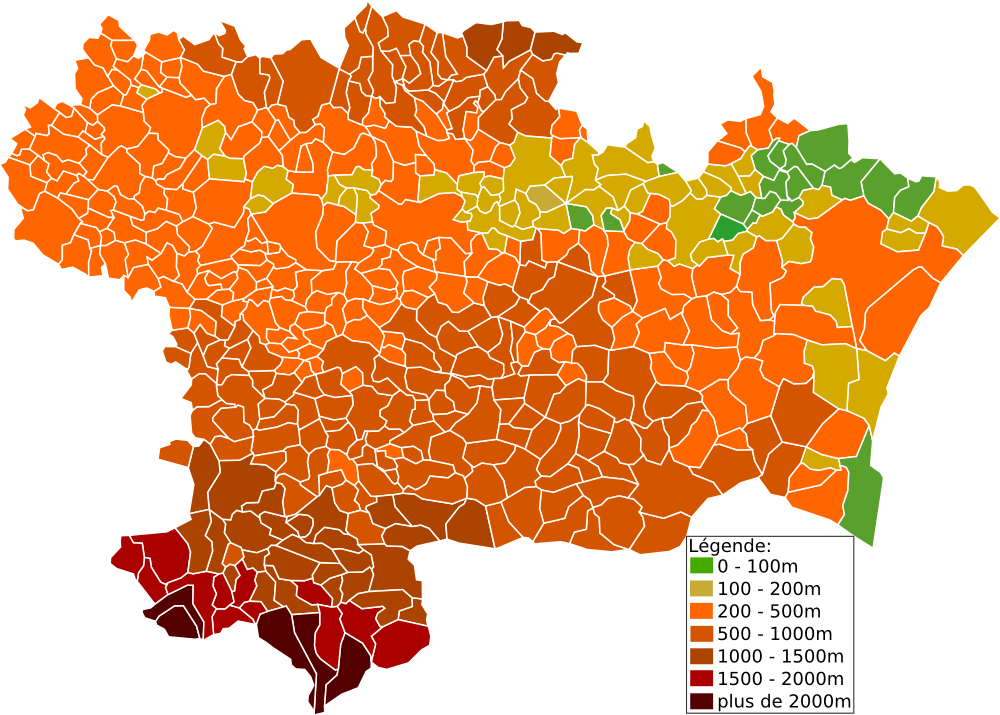
Carte des communes de l'Aude par altitude maximale

Le département de l'Aude repose sur deux massifs importants : les Pyrénées au sud et le Massif central au nord. On trouve trois massifs secondaires bien distincts :
- La montagne Noire est un massif situé au nord du département. Il constitue le relief le plus méridional du Massif central et culmine au pic de Nore (1 211 m). La montagne Noire s'étend de Revel à Labastide-Rouairoux d'ouest en est, elle est délimitée au Nord par la vallée où coule le Thoré et au sud par la vallée de l'Aude.

- Les Corbières qui occupent une partie centrale du département culminent à 1 230 m au Pech de Bugarach et constituent un contrefort des Pyrénées. Il est délimité au nord et à l'ouest par la vallée de l'Aude, à l'est par la mer Méditerranée et au sud par la vallée de l'Agly.

- Le pays de Sault partie la plus en altitude du département, qui fait partie de la haute vallée de l'Aude. C'est dans le pays de Sault que se trouve le point culminant de l'Aude à proximité du pic de Madrès (2 469 m). Le pays de Sault fait partie du massif des Pyrénées.

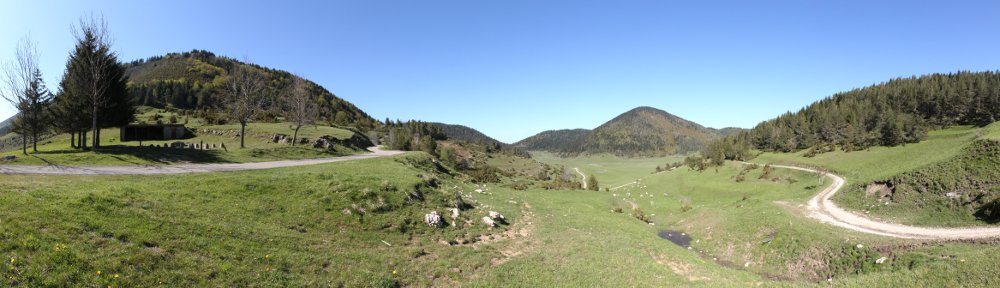
Col du Boum dans le pays de Sault (commune de Comus)

## Hydrographie
En raison du climat méditerranéen, les rivières et les fleuves du département sont souvent très secs en été mais peuvent connaître de courtes périodes de crues très intenses en hiver.

### Fleuve Aude

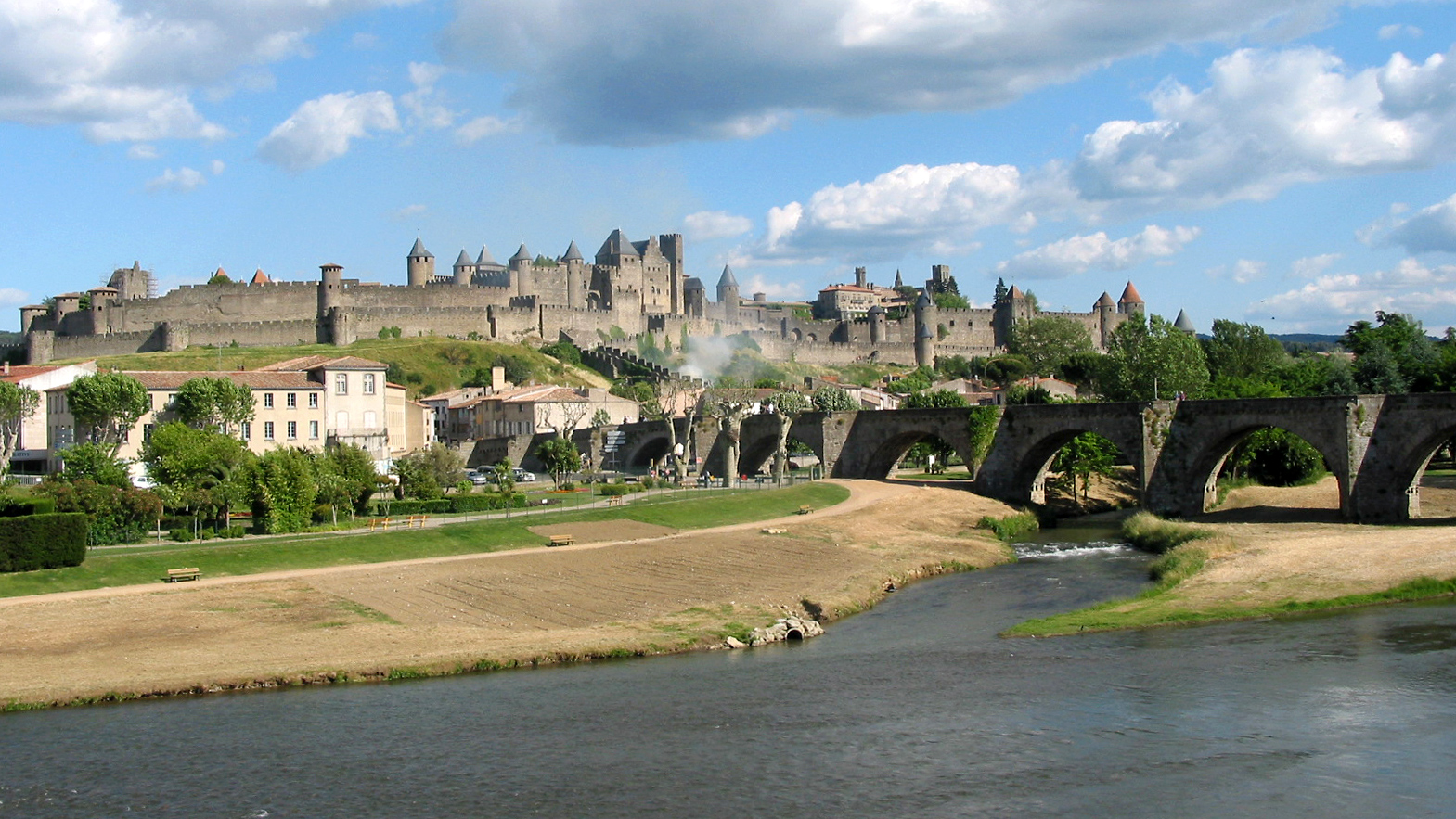
L'Aude à Carcassonne

Le fleuve Aude a donné son nom au département. Il parcourt 224 km et descend 2 185 m depuis sa source au lac d'Aude jusqu'à la mer Méditerranée. Seule la partie supérieure se situe hors du département. 4 des 10 plus grandes villes du département sont situées sur le fleuve : Carcassonne, Limoux, Coursan et Trèbes.

### Fleuves et rivières
- Agly
  - Verdouble
  - Boulzane
- Ambronne affluent de la Garonne par l'Hers-Vif puis par l'Ariège.
- Arnette affluent de la Garonne par le Thoré, l'Agout puis le Tarn.
- Aude
  - Argent-Double
  - Cesse
  - Orbiel
    - Clamoux
    - Grésillou

  - Orbieu
    - Ruisseau des Mattes
    - Sou de Laroque

  - Lauquet
  - Rébenty
  - Répudre
  - Rougeanne
    - Fresquel
      - Dure
      - Lampy
      - Tréboul

  - Sals
  - Sou de Val de Daigne
  - Trapel
- Berre
- Blau affluent de la Garonne par l'Hers-Vif puis par l'Ariège.
- Hers-Mort affluent de la Garonne.
  - Gardijol
- Vixiège

## Régions naturelles

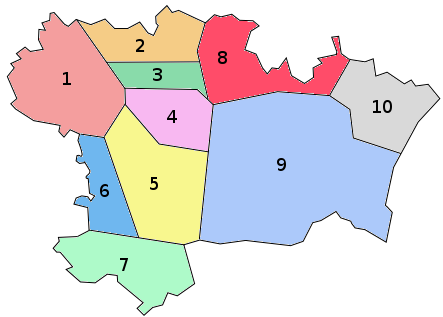
Régions naturelles de l’Aude.

L'Aude comprend 10 régions naturelles :
1. Lauragais
2. Montagne Noire
3. Cabardès
4. Carcassonnais
5. Razès
6. Quercob
7. Pays de Sault
8. Minervois
9. Corbières
10. Narbonnais

Paysages de l'Aude :
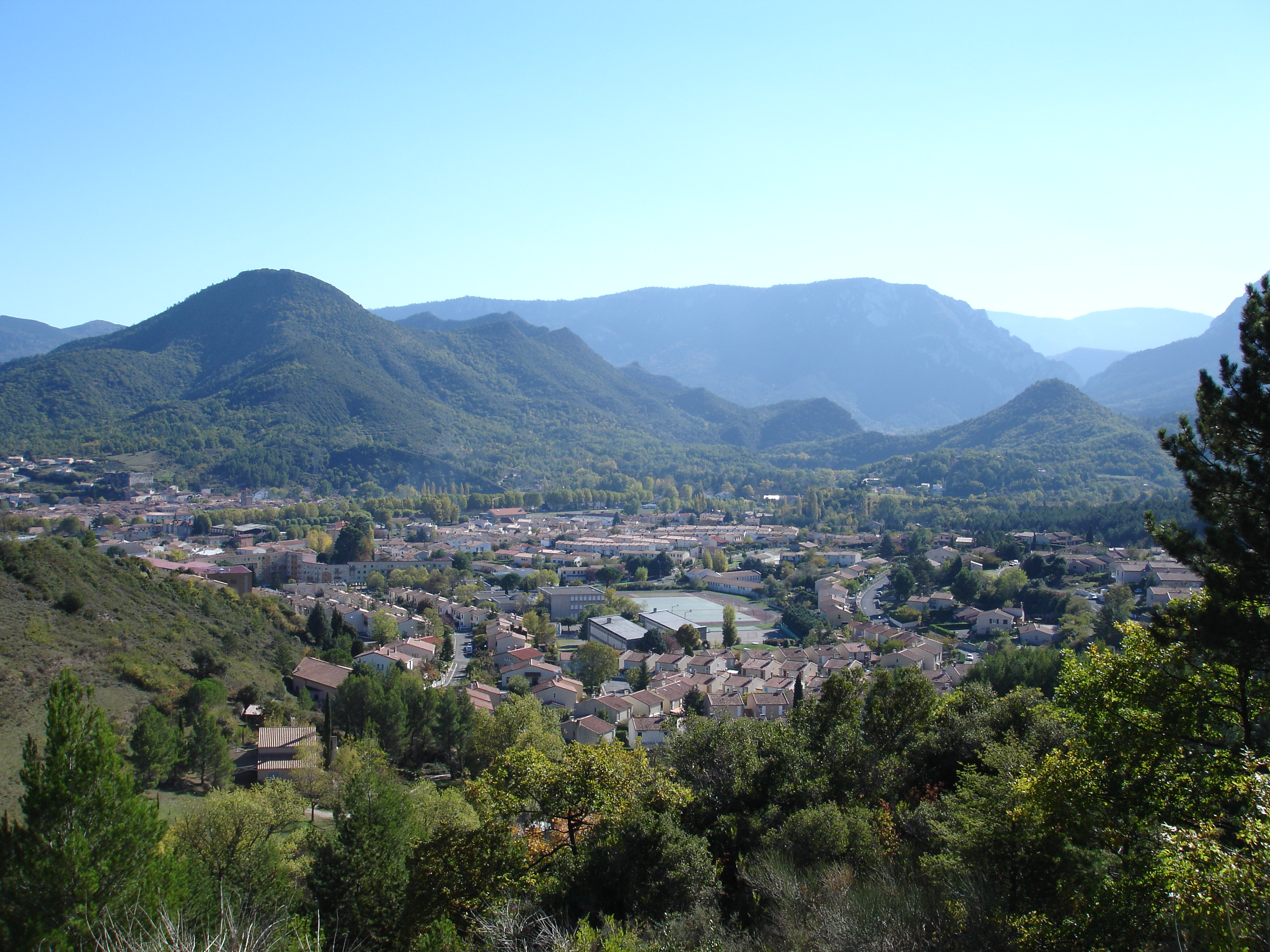
Paysage de basse montagne dans le Razès à Quillan, dans le sud-ouest.
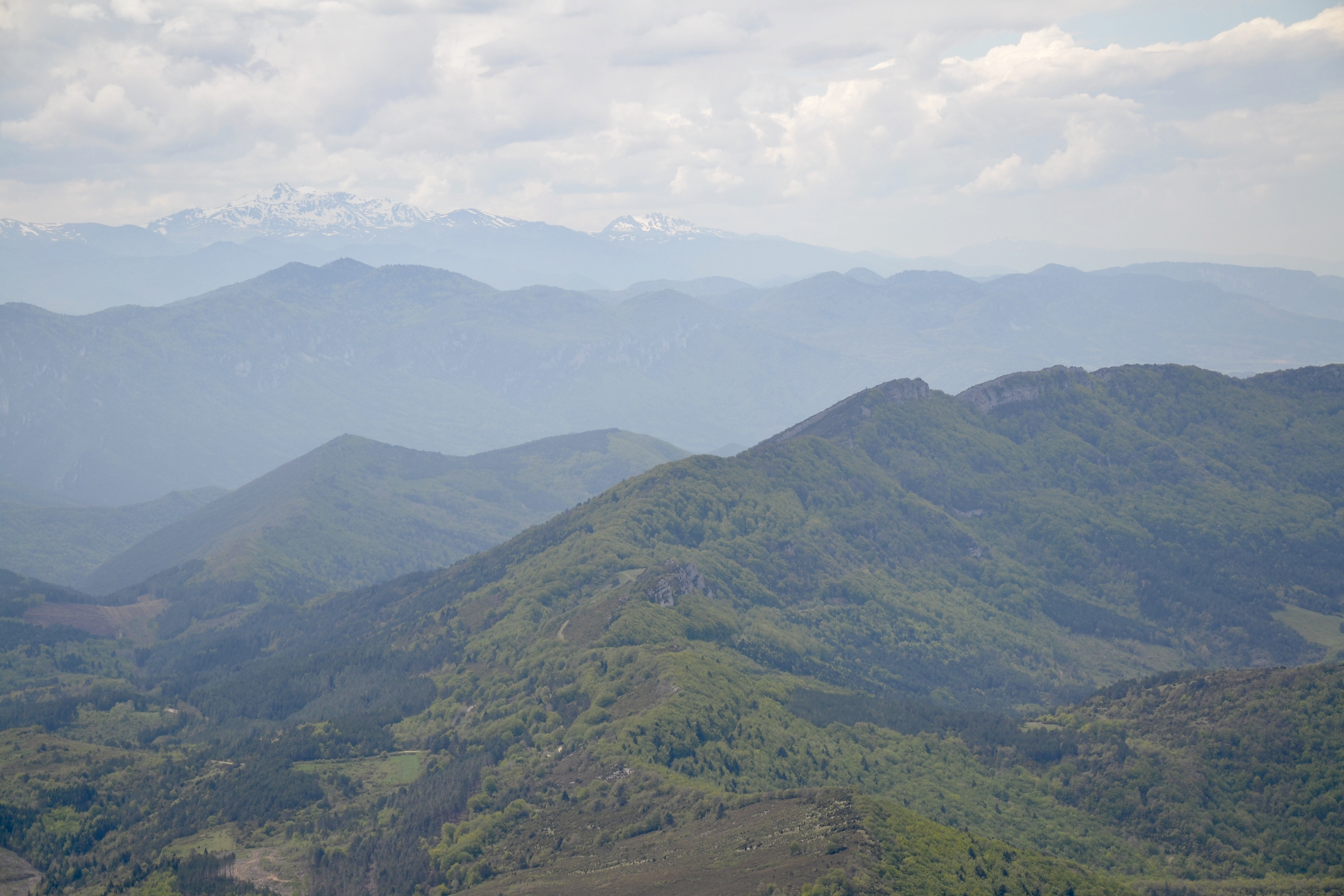
Les Pyrénées audoises : paysage au sommet du pech de Bugarach, et en arrière-plan, le pic de Madrès, dans le sud.
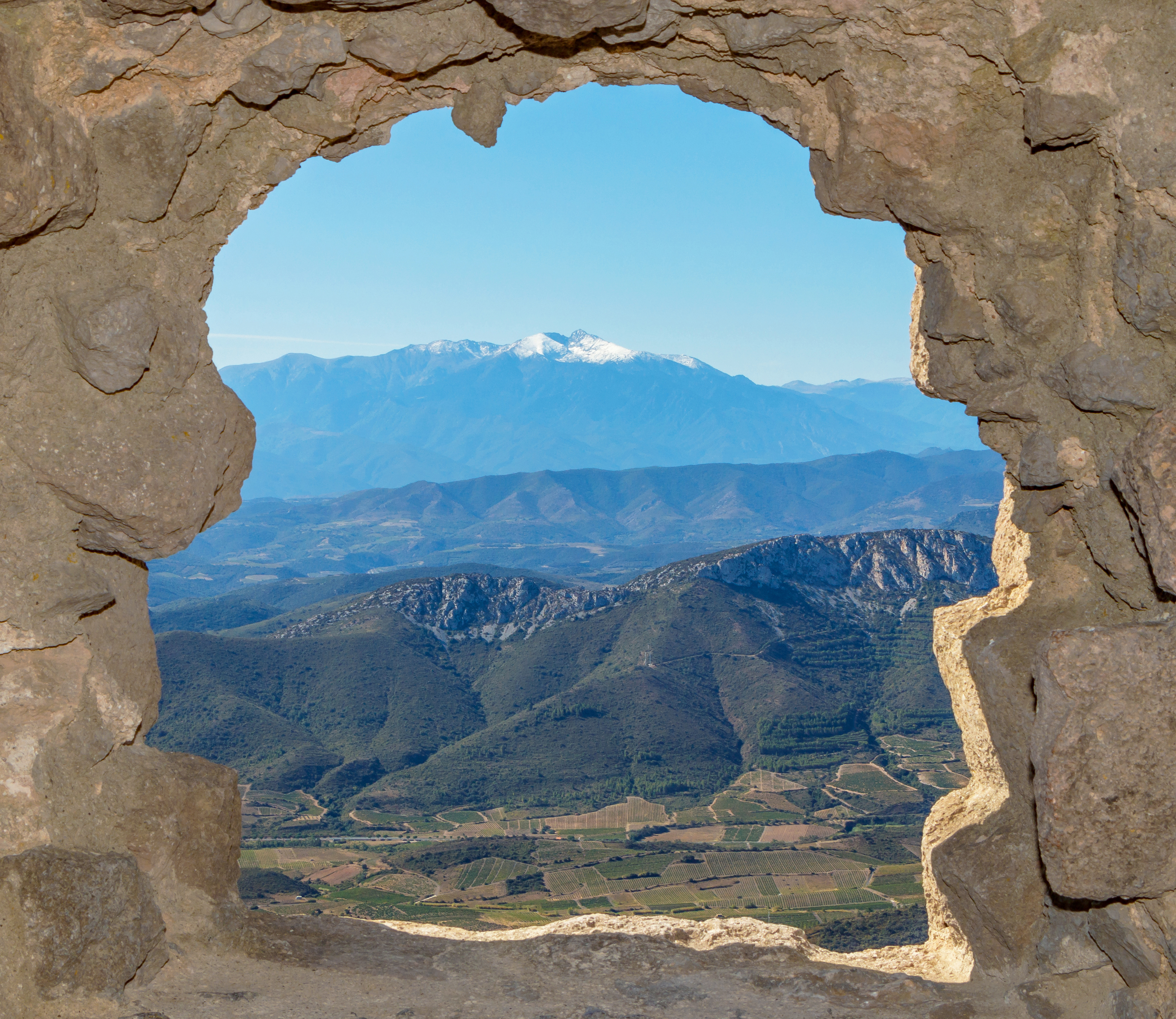
Le pic du Canigou depuis le château de Quéribus à Cucugnan dans le département de l'Aude, dans le sud.

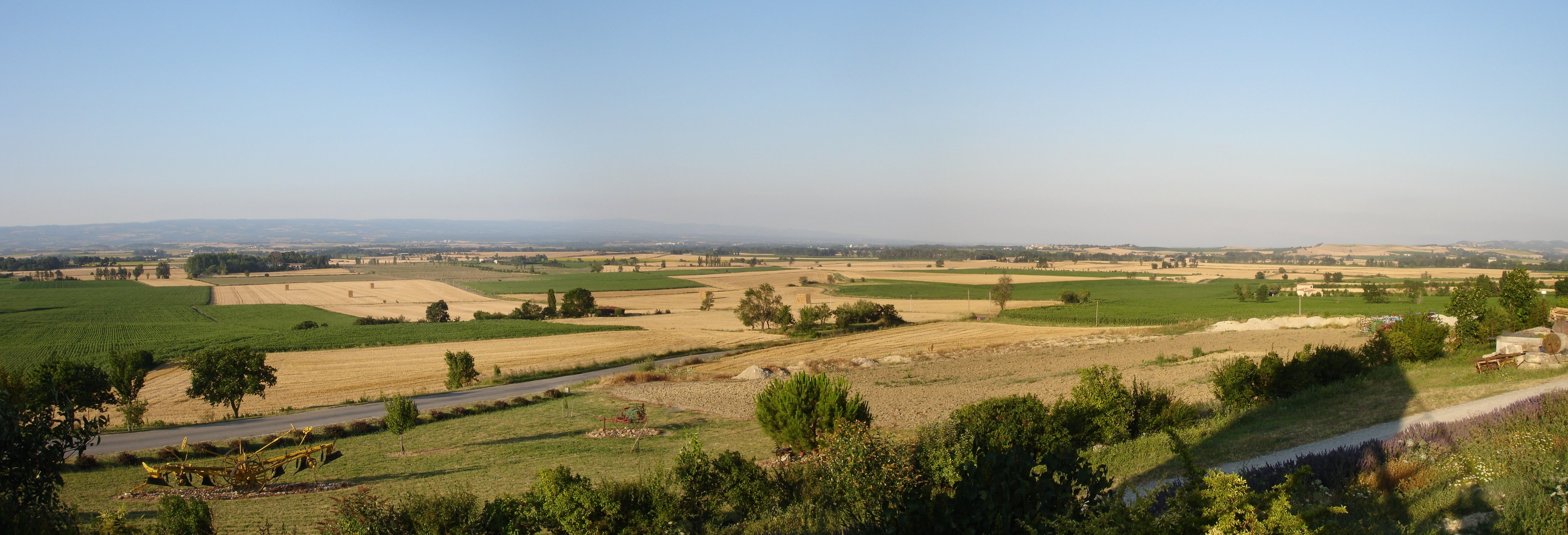
Paysage du Lauragais, dans le nord-ouest.

## Population

### Intercommunalités
Le département compte deux communautés d'agglomération, Grand Narbonne et Carcassonne Agglo. Il compte également huit communautés de communes dont deux sont interdépartementales.
Le département compte également un pôle d'équilibre territorial et rural, le Pays de la haute vallée de l'Aude et un pays (aménagement du territoire), le Pays Carcassonnais.